# Heinrich Gottlob von Dieskau
Heinrich Gottlob von Dieskau, zeitgenössisch meist von Dießkau, (* 5. September 1681 in Audigast; † 4. November 1760 in Zerbst) war ein anhalt-zerbstischer Geheimer Rat, Kammerpräsident und Rittergutsbesitzer. 

## Leben
Er stammte aus dem Hause Reußen der sächsischen Adelsfamilie von Dieskau und war der Sohn von Hieronymus von Dieskau und dessen Ehefrau Sophia Elisabeth von Große aus dem Hause Altenhain. Er schlug eine Verwaltungslaufbahn im Dienst der Herzöge von Anhalt-Zerbst ein und wurde Mitglied des Rats- und Kammerkolleqiums in Zerbst.
Er hatte die Brüder Carl Friedrich, August Geisler und Otto Friedrich von Dieskau, die alle ohne männliche Lehnserben starben. Allein sein einziger Sohn Johann Friedrich von Dieskau setzte die Linie Reußen in männlicher Linie fort.